# Manuela Túpac Amaru Arce
Doña Manuela "Tupa Amaro" Arce (Cusco, siglo XVII| - Cusco, 1703) fue una mestiza madre de Diego Felipe Betancur, conocido por su litigio legal con José Gabriel Condorcanqui).

## Biografía
Nació a mediados del siglo XVII, en una familia de indígenas plebeyos del común. Acorde a los documentos que presentaría a las autoridades virreinales del Cuzco y la real audiencia de Lima, ella decía descender del linaje de los Incas de Vilcabamba, en específico, del último soberano del Estado neoincaico (Don Felipe Túpac Amaru), a través de la panaca de Juan Tito Túpac Amaru (supuesto hijo de Tupac Amarú I).
Pese a afirmar su pertenencia a la nobleza incaica, ella no era pudiente, así que terminó casada con el español Bernardo de Betancur Hurtado de Arbieto, con el fin de mejorar su posición económica. Debido a este matrimonio, Manuela lograría desarrollar vínculos estrechos con las élites criollas del Cuzco colonial.
En el año 1683, Doña Manuela mando una probanza de nobleza al Magistrado del Cusco, al Protector de los Naturales y al Conde de Monclova (el Virrey del Perú, Melchor Portocarrero Lasso de la Vega). Ahí declaraba ser hija de Lucas Tupa Amaro, cacique principal de Surimana, y nieta de Bias Tupa Amaro (que sería hijo de Tupac Amarú I), argumentando que tenía 3 testigos (2 del Cusco y otro de Surinama en Quispicanchis).
Pese a que habían inexactitudes, ya que no especificaba como Bias era hijo de Tupac Amarú, se contradecía con la realidad geográfica al estar Surinama en Tinta y no Quispicanchis, y que además, sus 3 hermanos (Pascual, Francisco y Juan) eran indios tributarios o plebeyos del común al que Manuela solicitaba que dejen de pagar el tributo indígena. Al final el Virrey y el Corregidor no se percataron del fraude (muy probablemente porque eran muy brutos debido a que no conocían la historia y geografía del lugar que decían gobernar, el Reino del Perú) y le otorgaron títulos de nobleza con reconocimiento de su ascendencia con Tupac Amarú I, sin siquiera invitar al Cacique de Surinama para que verifique el hecho. Para reforzar sus nuevos derechos, Manuela presentó 3 testigos más y afirmó tener 2 reales cédulas (1544 y 1545) que estaban dirigidas a Juan Tito Tupa Amaro (posteriormente se notaría que eran falsificadas y que eran copias de la real cédula de Alonso Tito Atauchi).
En simultáneo, Bartolomé Tupac Amaru (tío abuelo de José Gabriel, el futuro rebelde Tupac Amaru II), en 1687 se presentó hacia el corregidor del Cusco con una solicitud de información de su descendencia, donde declaraba que era el único descendiente de Bias Tupa Amaro (quien era su padre y no había otro en el pueblo), lo que sería confirmado por el corregidor. Luego no volvería a tocar el asunto hasta 1701 (donde pidió a su corregidor que tramitara su confirmación de 1687 ante las autoridades de Lima), demostrando con esta demora que era un asunto de poca importancia para la familia de Bartolomé. Sin embargo, esto daba pie a 2 reclamos de nobleza que eran incompatibles, lo que dejó abierto una confrontación en potencia, que sería heredado el siglo siguiente.
Fue así que para 1691 a 1780, a Manuela y sus descendientes les otorgarían ciertos privilegios propios de los Principales (nobles indígenas) y gozarían de ellos. Pero Doña Manuela tenía más ambiciones, sobre todo el recibimiento del Marquesado de Santiago de Oropesa (afirmando que le correspondía por herencia de Tupac Amarú I), delegándole tales pretensiones nobiliarias a su hijo Diego Felipe Betancur Túpac Amaru. 
Finalmente, Manuela moriría en Cuzco para el año de 1703.